# Nilus Mensae
Le Nilus Mensae sono una struttura geologica della superficie di Marte.